# Copa Libertadores 1978
Navigation
Édition précédente Édition suivante
La Copa Libertadores 1978 est la 19e édition de la Copa Libertadores. Le club vainqueur de la compétition est désigné champion d'Amérique du Sud 1978.
C'est le tenant du titre, Boca Juniors, qui remporte à nouveau la compétition cette saison après avoir disposé des Colombiens du Deportivo Cali en finale. C'est le second titre continental pour Boca alors que le Deportivo est la première formation colombienne à atteindre la finale de l'épreuve. L'attaquant argentin Néstor Scotta du Deportivo et le Péruvien Guillermo La Rosa de l'Alianza Lima se partagent le titre de meilleur buteur avec huit réalisations chacun.
La compétition conserve le même format que lors de l'édition précédente : les vingt équipes engagées sont réparties en cinq poules (avec pour chaque poule deux clubs de deux pays). Seul le premier de chaque groupe accède au deuxième tour, qui remplace les demi-finales, où ils sont rejoints par le tenant du titre. Deux poules de trois sont formées et le meilleur de chaque poule se qualifie pour la finale, jouée en matchs aller-retour, avec un match d'appui éventuel en cas d'égalité sur les deux rencontres.

## Clubs participants
- Club Atlético Boca Juniors - Tenant du titre
- Club Atlético River Plate - Vainqueur du tournoi Metropolitano 1977
- CA Independiente - Vainqueur du tournoi Nacional 1977
- The Strongest La Paz - Champion de Bolivie 1977
- Oriente Petrolero - Vice-champion de Bolivie 1977
- São Paulo Futebol Clube - Champion du Brésil 1977
- Clube Atlético Mineiro - Vice-champion du Brésil 1977
- Club de Deportes Unión Española - Champion du Chili 1977
- Club Deportivo Palestino - Vainqueur de la Liguilla pré-Libertadores 1977
- Atlético Junior - Champion de Colombie 1977
- Asociación Deportivo Cali - Vice-champion de Colombie 1977
- Club Deportivo El Nacional - Champion d'Équateur 1977
- LDU Quito - Vice-champion d'Équateur 1977
- Cerro Porteño - Champion du Paraguay 1977
- Club Libertad - Vice-champion du Paraguay 1977
- Club Alianza Lima - Champion du Pérou 1977
- Club Sporting Cristal - Vice-champion du Pérou 1977
- Club Atlético Peñarol - 1er de la Liguilla pré-Libertadores 1977
- Danubio Fútbol Club - 2e de la Liguilla pré-Libertadores 1977
- Portuguesa FC - Champion du Venezuela 1977
- Estudiantes de Mérida - Vice-champion du Venezuela 1977

## Compétition

### Premier tour
| Rang | Équipe                     | Pts | J | G | N | P | Bp | Bc | Diff |  | Résultats (▼ dom., ► ext.) | RPl | Ind | LDU | Nac |
| ---- | -------------------------- | --- | - | - | - | - | -- | -- | ---- |  | -------------------------- | --- | --- | --- | --- |
| 1    | Club Atlético River Plate  | 8   | 6 | 2 | 4 | 0 | 7  | 1  | +6   |  | Club Atlético River Plate  |     | 0-0 | 4-0 | 2-0 |
| 2    | CA Independiente           | 8   | 6 | 3 | 2 | 1 | 6  | 2  | +4   |  | CA Independiente           | 0-0 |     | 2-0 | 2-0 |
| 3    | LDU Quito                  | 5   | 6 | 2 | 1 | 3 | 4  | 10 | -6   |  | LDU Quito                  | 0-0 | 1-0 |     | 3-2 |
| 4    | Club Deportivo El Nacional | 3   | 6 | 1 | 1 | 4 | 6  | 10 | -4   |  | Club Deportivo El Nacional | 1-1 | 1-2 | 2-0 |     |

| Match d'appui pour la 1re place | Club Atlético River Plate         | 4 - 1 | CA Independiente | Buenos Aires |  |
| 2 août 1978                     | Luque , · Passarella · P.Gonzalez |       | Outes            |              |  |

| Rang | Équipe                | Pts | J | G | N | P | Bp | Bc | Diff |  | Résultats (▼ dom., ► ext.) | Ali | Cri | Str | Ori |
| ---- | --------------------- | --- | - | - | - | - | -- | -- | ---- |  | -------------------------- | --- | --- | --- | --- |
| 1    | Club Alianza Lima     | 11  | 6 | 5 | 1 | 0 | 19 | 5  | +14  |  | Club Alianza Lima          |     | 4-1 | 2-0 | 5-1 |
| 2    | Club Sporting Cristal | 7   | 6 | 3 | 1 | 2 | 9  | 9  | 0    |  | Club Sporting Cristal      | 2-2 |     | 3-0 | 1-0 |
| 3    | The Strongest La Paz  | 4   | 6 | 2 | 0 | 4 | 7  | 12 | -5   |  | The Strongest La Paz       | 1-2 | 3-1 |     | 2-0 |
| 4    | Oriente Petrolero     | 2   | 6 | 1 | 0 | 5 | 5  | 14 | -9   |  | Oriente Petrolero          | 0-4 | 0-1 | 4-1 |     |

| Rang | Équipe                          | Pts | J | G | N | P | Bp | Bc | Diff |  | Résultats (▼ dom., ► ext.)      | Min | UEs | São | Pal |
| ---- | ------------------------------- | --- | - | - | - | - | -- | -- | ---- |  | ------------------------------- | --- | --- | --- | --- |
| 1    | Clube Atlético Mineiro          | 10  | 6 | 4 | 2 | 0 | 16 | 8  | +8   |  | Clube Atlético Mineiro          |     | 5-1 | 1-1 | 2-0 |
| 2    | Club de Deportes Unión Española | 6   | 6 | 1 | 4 | 1 | 7  | 10 | -3   |  | Club de Deportes Unión Española | 1-1 |     | 1-1 | 0-0 |
| 3    | São Paulo Futebol Clube         | 5   | 6 | 1 | 3 | 2 | 6  | 7  | -1   |  | São Paulo Futebol Clube         | 1-2 | 1-1 |     | 1-2 |
| 4    | Club Deportivo Palestino        | 3   | 6 | 1 | 1 | 4 | 8  | 12 | -4   |  | Club Deportivo Palestino        | 4-5 | 2-3 | 0-1 |     |

| Rang | Équipe                    | Pts | J | G | N | P | Bp | Bc | Diff |  | Résultats (▼ dom., ► ext.) | DCa | Peñ | Jun | Dan |
| ---- | ------------------------- | --- | - | - | - | - | -- | -- | ---- |  | -------------------------- | --- | --- | --- | --- |
| 1    | Asociación Deportivo Cali | 8   | 6 | 3 | 2 | 1 | 10 | 3  | +7   |  | Asociación Deportivo Cali  |     | 1-0 | 0-0 | 2-0 |
| 2    | Club Atlético Peñarol     | 6   | 6 | 3 | 0 | 3 | 6  | 5  | +1   |  | Club Atlético Peñarol      | 0-2 |     | 1-0 | 4-2 |
| 3    | Atlético Junior           | 6   | 6 | 1 | 4 | 1 | 4  | 5  | -1   |  | Atlético Junior            | 0-0 | 1-0 |     | 0-0 |
| 4    | Danubio Fútbol Club       | 4   | 6 | 1 | 2 | 3 | 2  | 9  | -7   |  | Danubio Fútbol Club        | 3-0 | 1-2 | 0-0 |     |

| Rang | Équipe                | Pts | J | G | N | P | Bp | Bc | Diff |  | Résultats (▼ dom., ► ext.) | CPo | Por | Est | Lib |
| ---- | --------------------- | --- | - | - | - | - | -- | -- | ---- |  | -------------------------- | --- | --- | --- | --- |
| 1    | Cerro Porteño         | 9   | 6 | 3 | 3 | 0 | 7  | 4  | +3   |  | Cerro Porteño              |     | 1-0 | 1-1 | 1-0 |
| 2    | Portuguesa FC         | 6   | 6 | 2 | 2 | 2 | 5  | 5  | 0    |  | Portuguesa FC              | 1-1 |     | 1-2 | 1-0 |
| 3    | Estudiantes de Mérida | 5   | 6 | 1 | 3 | 2 | 7  | 8  | -1   |  | Estudiantes de Mérida      | 2-3 | 0-0 |     | 1-1 |
| 4    | Club Libertad         | 4   | 6 | 1 | 2 | 3 | 4  | 6  | -2   |  | Club Libertad              | 0-0 | 1-2 | 2-1 |     |

### Deuxième tour
| Rang | Équipe                      | Pts | J | G | N | P | Bp | Bc | Diff |  | Résultats (▼ dom., ► ext.) | Boc | RPl | Min |
| ---- | --------------------------- | --- | - | - | - | - | -- | -- | ---- |  | -------------------------- | --- | --- | --- |
| 1    | Club Atlético Boca JuniorsT | 7   | 4 | 3 | 1 | 0 | 7  | 2  | +5   |  | Club Atlético Boca Juniors |     | 0-0 | 3-1 |
| 2    | Club Atlético River Plate   | 3   | 4 | 1 | 1 | 2 | 1  | 3  | -2   |  | Club Atlético River Plate  | 0-2 |     | 1-0 |
| 3    | Clube Atlético Mineiro      | 2   | 4 | 1 | 0 | 3 | 3  | 6  | -3   |  | Clube Atlético Mineiro     | 1-2 | 1-0 |     |

| Rang | Équipe                    | Pts | J | G | N | P | Bp | Bc | Diff |  | Résultats (▼ dom., ► ext.) | DCa | CPo | Ali |
| ---- | ------------------------- | --- | - | - | - | - | -- | -- | ---- |  | -------------------------- | --- | --- | --- |
| 1    | Asociación Deportivo Cali | 7   | 4 | 3 | 1 | 0 | 12 | 4  | +8   |  | Asociación Deportivo Cali  |     | 1-1 | 3-2 |
| 2    | Cerro Porteño             | 3   | 4 | 1 | 1 | 2 | 4  | 9  | -5   |  | Cerro Porteño              | 0-4 |     | 3-1 |
| 3    | Club Alianza Lima         | 2   | 4 | 1 | 0 | 3 | 7  | 10 | -3   |  | Club Alianza Lima          | 1-4 | 3-0 |     |

### Finale
| 23 novembre 1978 | Asociación Deportivo Cali | 0 - 0 | Club Atlético Boca Juniors | Stade olympique Pascual-Guerrero, Cali        |
|                  |                           |       |                            | Spectateurs : 45 000 Arbitrage : Héctor Ortíz |

| 28 novembre 1978 | Club Atlético Boca Juniors                       | 4 – 0 | Asociación Deportivo Cali | La Bombonera, Buenos Aires                          |                                                     |
|                  | Perotti 15e, 85e · Mastrangelo 60e · Salinas 71e |       |                           | Spectateurs : 55 000 Arbitrage : Edison Peréz-Núñez | Spectateurs : 55 000 Arbitrage : Edison Peréz-Núñez |

| Vainqueur de la Copa Libertadores 1978 |
| -------------------------------------- |
| Boca Juniors Deuxième titre            |